# Zaarouria
Zaarouria (em árabe: الزعرورية) é uma comuna localizada na província de Souk Ahras, Argélia. De acordo com o censo de 2008, a população total da cidade era de 11 234 habitantes.